# Sphinditeles
Sphinditeles is een geslacht van kevers uit de familie van de klopkevers (Anobiidae).

## Soorten
- Sphinditeles atriventris Broun, 1881
- Sphinditeles debile (Sharp, 1882)